# Ikigai
Ikigai (生き甲斐, pronunciat [ikiɡai]) és un concepte japonès que significa "una raó de ser." És similar a la frase francesa Raison d'être. Tothom, segons la cultura japonesa, té un ikigai. Trobar-lo requereix una recerca profunda i sovint llarga d'un mateix. Tal recerca és fonamental per la creença cultural que creu que descobrir un ikigai porta satisfacció i sentit a la vida. Els exemples inclouen feina, aficions i criar fills.
El terme ikigai es compon de dues paraules japoneses: iki (wikt:生き) que significa "vida; estar viu" i kai (甲斐) "(un) efecte; (un) resultat; (un) fruit; (un) valor; (un) ús; (un) benefici;" (pronunciat com gai) "una raó per viure [sentir-se viu]; un significat per [la] vida; [alguna cosa, allò] pel que val la pena viure; una raison d'etre".

En la cultura d'Okinawa, ikigai és pensat com "una raó per aixecar-se al matí"; això és, una raó per gaudir la vida. En una xerrada TED, Dan Buettner va suggerir que l'ikigai era una de les raons per les quals la gent de l'àrea tenia vides tan llargues.